# Samuel Piette
Samuel Piette (sinh ngày 12 tháng 11 năm 1994) là một cầu thủ bóng đá chuyên nghiệp người Canada thi đấu ở vị trí tiền vệ cho câu lạc bộ CF Montréal tại Major League Soccer và đội tuyển quốc gia Canada.